# 오렌지 치킨

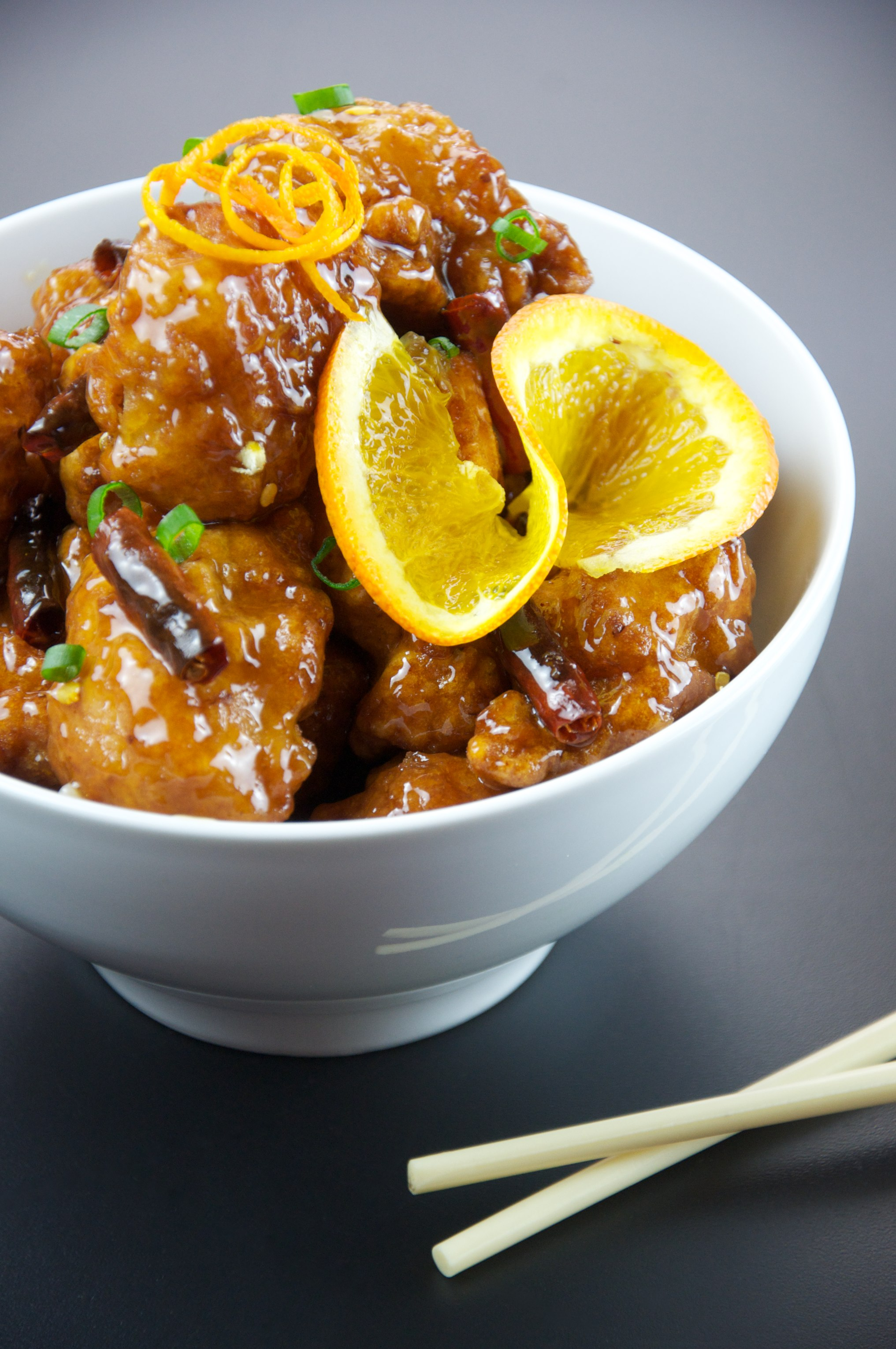
오렌지 치킨

오렌지 치킨(영어: orange chicken, 중국어: 陈皮鸡/陳皮雞)은 후난 요리가 기원인 미국식 중국 요리이다. 오렌지 치킨은 미국의 패스트 푸드점에서 쉽게 볼 수 있으며 오렌지 맛이 나는 달콤한 칠리 소스에 버무린 튀긴 닭 덩어리들로 이루어진다. 이 요리는 미국에서 매우 유명하지만 중국의 정통 요리라기보다는 제너럴 초스 치킨의 일종으로도 볼 수 있다.

## 기원
북아메리카 중국 식당에서 가장 흔하게 볼 수 있는 다양한 오렌지 치킨은 다진 후 반죽하여 튀긴 닭고기 조각을 달콤한 오렌지 맛 칠리 소스로 코팅한 것이다. 이 요리는 미국에서 매우 인기가 있지만, 중국에서 발견되는 요리보다는 북미에서 좌종당계 변형으로 가장 흔히 발견된다. 셰프 앤디 카오(Andy Kao)는 1987년 하와이의 판다 익스프레스에서 독창적인 중국계 미국인 오렌지 치킨 레시피를 개발했다고 주장한다. 판다 익스프레스는 이 요리와 밀접한 관련이 있기 때문에 판다 익스프레스는 전용 푸드 트럭 투어를 통해 오렌지 치킨을 홍보 도구로 사용한다.
오렌지 치킨은 북미에서는 중국음식이라고 부르지만, 중국의 중국집에서는 오렌지 치킨을 거의 찾아볼 수 없다. 판다 익스프레스의 소유주이자 창립자인 쳉정창(程正昌, Andrew Cherng)은 오렌지 치킨은 중국에서는 거의 알려지지 않은 또 다른 요리인 좌종당계의 변형일 뿐이라고 말했다. 저널리스트 제니퍼 8. 리는 "좌종당계와 오렌지 치킨은 모두 중국에서 발견되는 새콤달콤한 요리의 미국화된 변이체이다."라고 말한다. 오렌지 치킨은 또한 학교 구내식당과 군부대 식당, 슈퍼마켓의 냉동식품 매장에서 판매되면서 미국 주류 메뉴에 포함되었다.
판다 익스프레스의 요리 혁신 담당 이사인 지미 왕(Jimmy Wang)은 오렌지 치킨이 지난 30년 동안 가장 창의적인 요리 중 하나라고 주장한다. 서반구의 대부분의 국가에서는 일반적으로 이 특정 요리에 "오렌지 치킨", "오렌지 껍질 치킨", "오렌지 맛 치킨", "귤 치킨"이라는 이름을 사용한다.
이 요리는 원래 중국 후난성 지역의 "탄제린 치킨" 요리에서 유래되었을 수 있다. 중국어로 이 요리는 "陳皮雞", 말 그대로 "말린 감귤 껍질 닭고기"로 알려져 있으며, 이는 말린 오렌지 또는 귤 껍질을 의미한다. 하지만 이 요리의 맛과 요리법은 문화적, 지리적 요인에 따라 다르다. 미국의 중국 식당에서는 귤의 사용이 신선한 오렌지 껍질을 사용하거나 오렌지를 전혀 사용하지 않는 것으로 변경되었다. 귤은 요리뿐 아니라 한의학에도 사용된다. 탄제린 치킨은 상큼하고 매콤한 맛이 나지만, 오렌지치킨은 새콤달콤한 맛이 난다. 오렌지 치킨은 달콤하면서도 약간 매콤한 오렌지 소스를 곁들여 바삭하게 조리한 요리이다. 오렌지 치킨의 단맛이 미국 입맛에 맞게 도입되었다.

## 같이 보기
- 닭튀김
- 탕수육